# 新安東京海上產物保險
新安東京海上產物保險股份有限公司，簡稱新安東京海上產險，是總部設於臺北市中山區的財產保險公司，為東京海上集團和裕隆集團合資的產險公司。

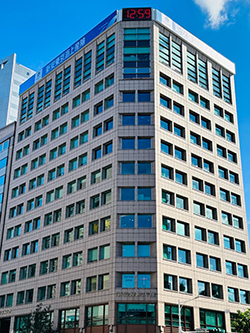
新安東京海上產物保險總部位於新安產險大樓

## 歷史
1999年在裕隆企業集團的水平服務策略下，「新安產物保險股份有限公司」正式成立。2005年新安產險與統一安聯產物保險合併為「新安東京海上產物保險股份有限公司」（Tokio Marine Newa Insurance Co., Ltd.），簡稱「新安東京海上產險」（Tokio Marine Newa）。

## 外部連結
- 新安東京海上產險 （页面存档备份，存于）（繁體中文）